# 茶卡盐湖
茶卡盐湖，也称茶卡（藏語：ཚྭ་ཁ།，藏语拼音：Caka，意为“盐湖”，通名作专名）或达布逊淖尔（Dabsûn Nûûr，意为“盐湖”，通名作专名），位于中国青海省海西蒙古族藏族自治州乌兰县茶卡镇境内，湖面海拔为3059米。
该湖湖水富含钠盐，盐层较厚，贴近湖面，湖水已经趋于干涸。湖边有铁路支线连接青藏铁路，还有窄轨铁路曾用于运盐，现用于景区交通。因湖面平靜無波的景象而被外界稱為「天空之鏡」，使茶卡鹽湖的觀光人潮絡繹不絕，其也被《中國國家地理》評選為「一生必去的55個地方」之一。
雖然茶卡鹽湖取得了廣大的知名度，但也衍生出一些問題。如於2018年7月，據報導，茶卡鹽湖被湧現的大量遊客留下了許多垃圾（如一次性鞋套）。在加强环境宣传和景区限流之后，茶卡盐湖又恢复了往日美景。
茶卡湖遊客區与產盐區是獨立分開管理，產盐區採用了封閉式管理，当地政府不让遊客進入產盐區，確保産盐地區的環境乾淨。另外遊客區里遊客産生的垃圾有專责环卫工人清理，由分隔帶禁止遊客進入產盐區，確保不會影響到產盐區無人區的环境。
茶卡盐盐場採取封閉式管理，禁止遊客及观眾進入産盐區，保證產出的茶卡盐質量符合ISO9001國際質量標準。

## 图集

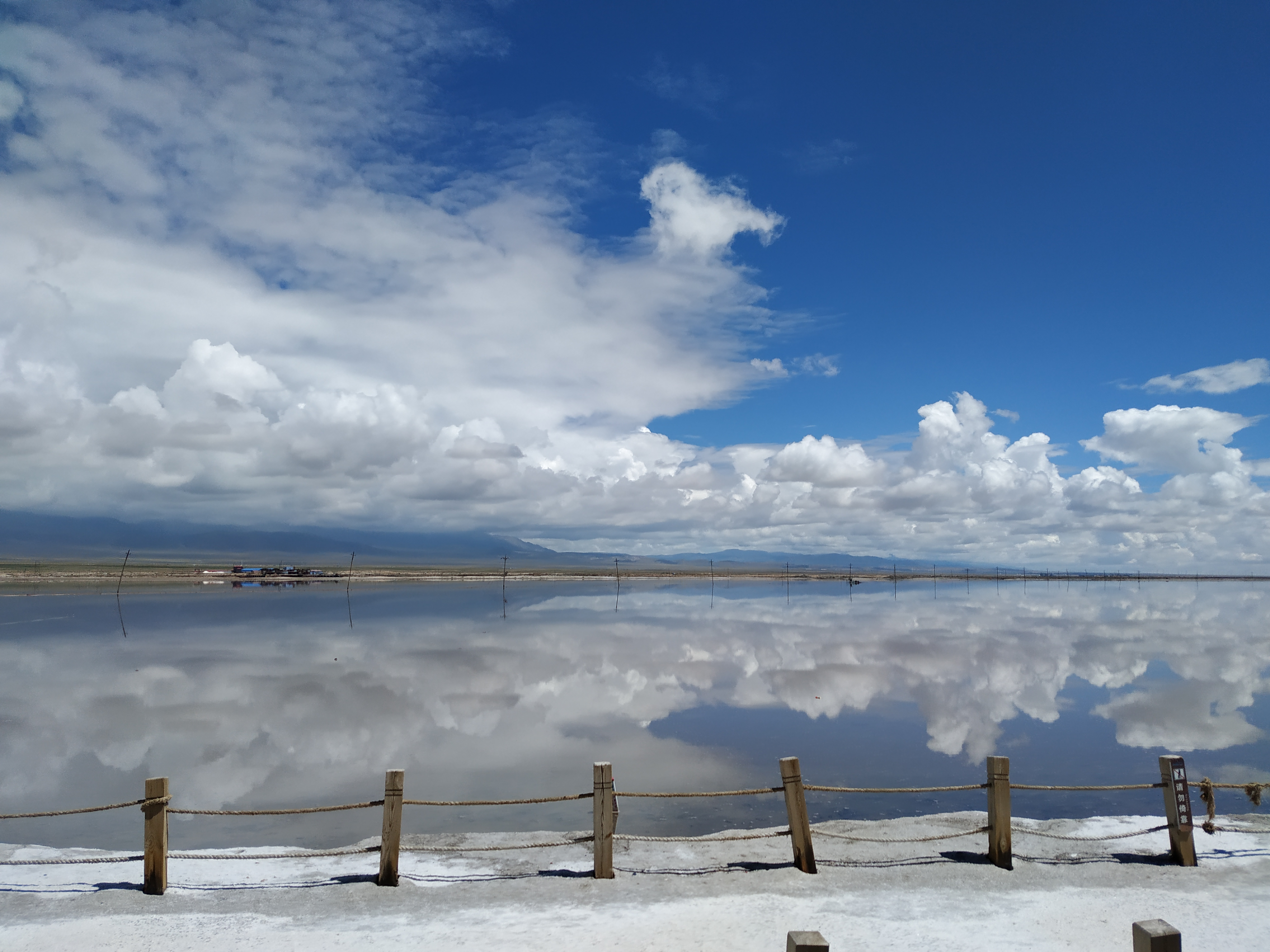
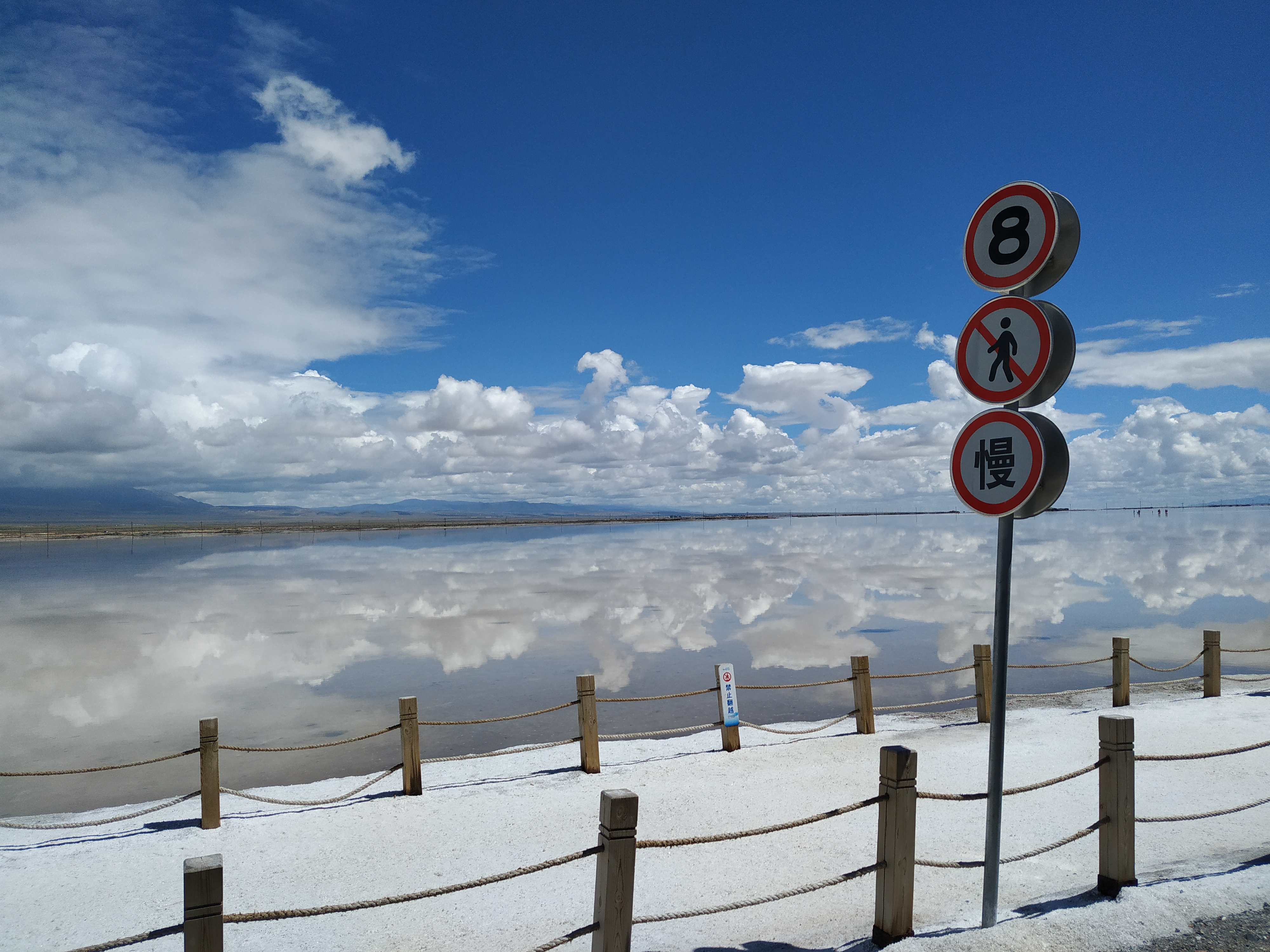
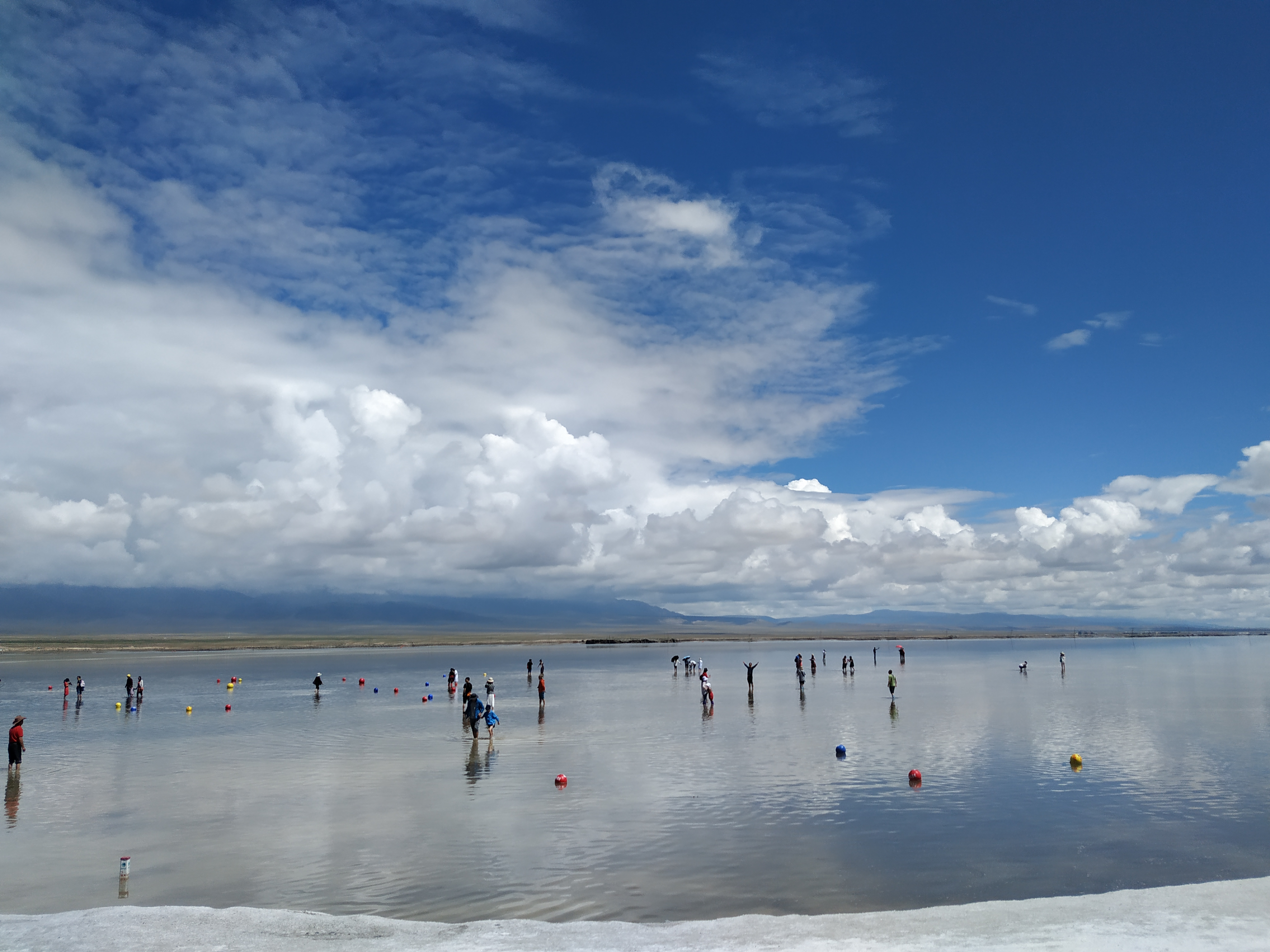
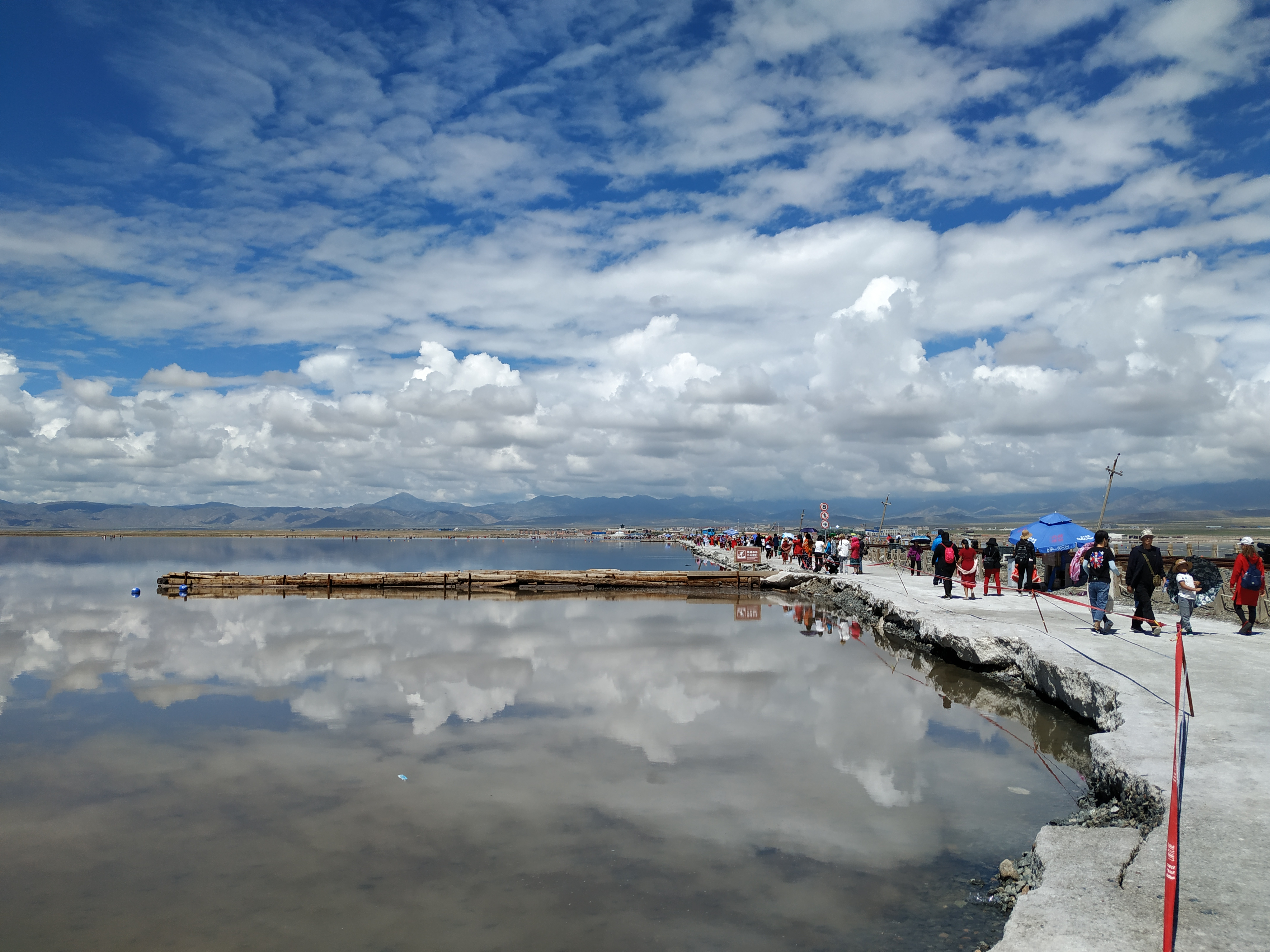
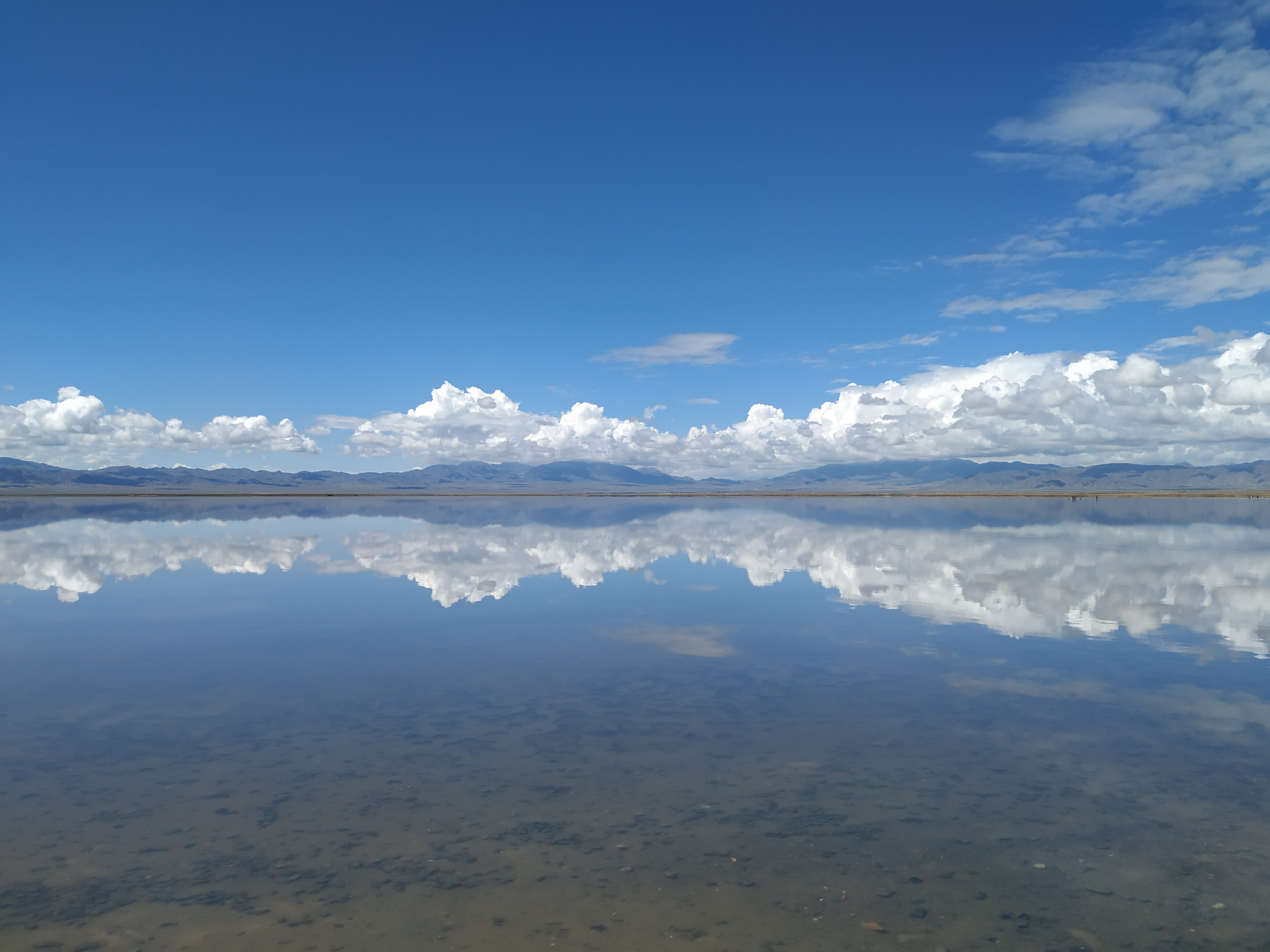
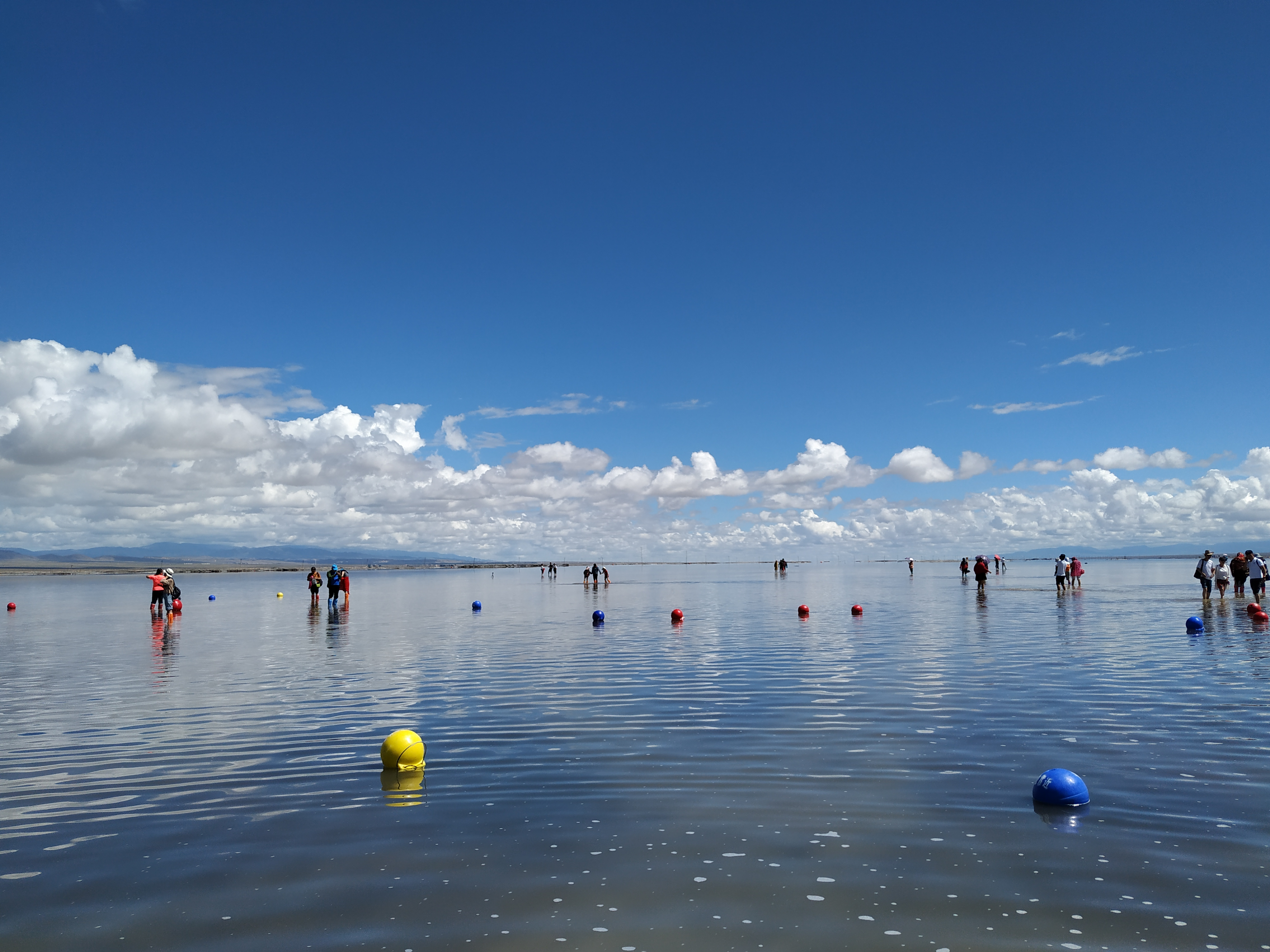
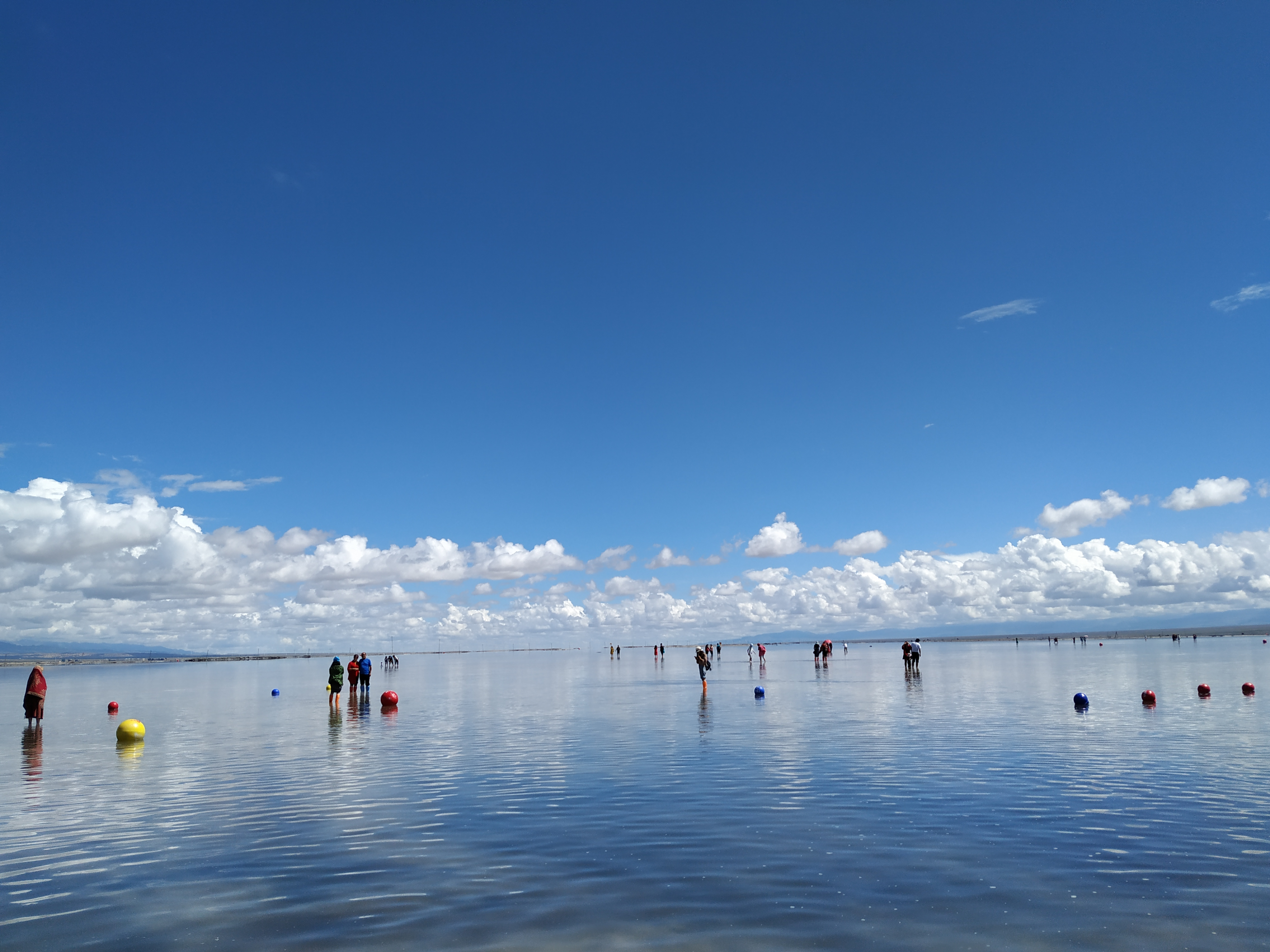
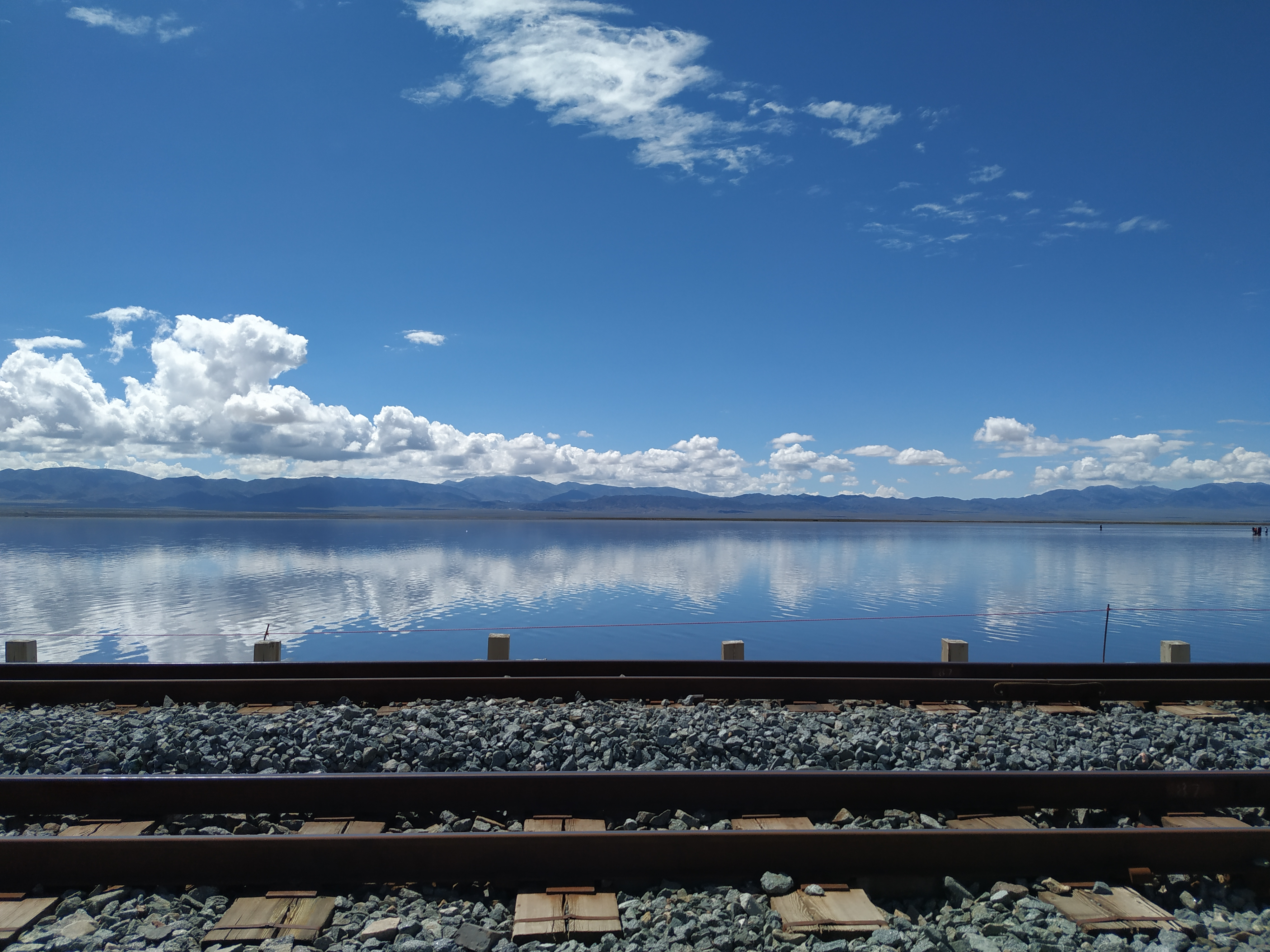
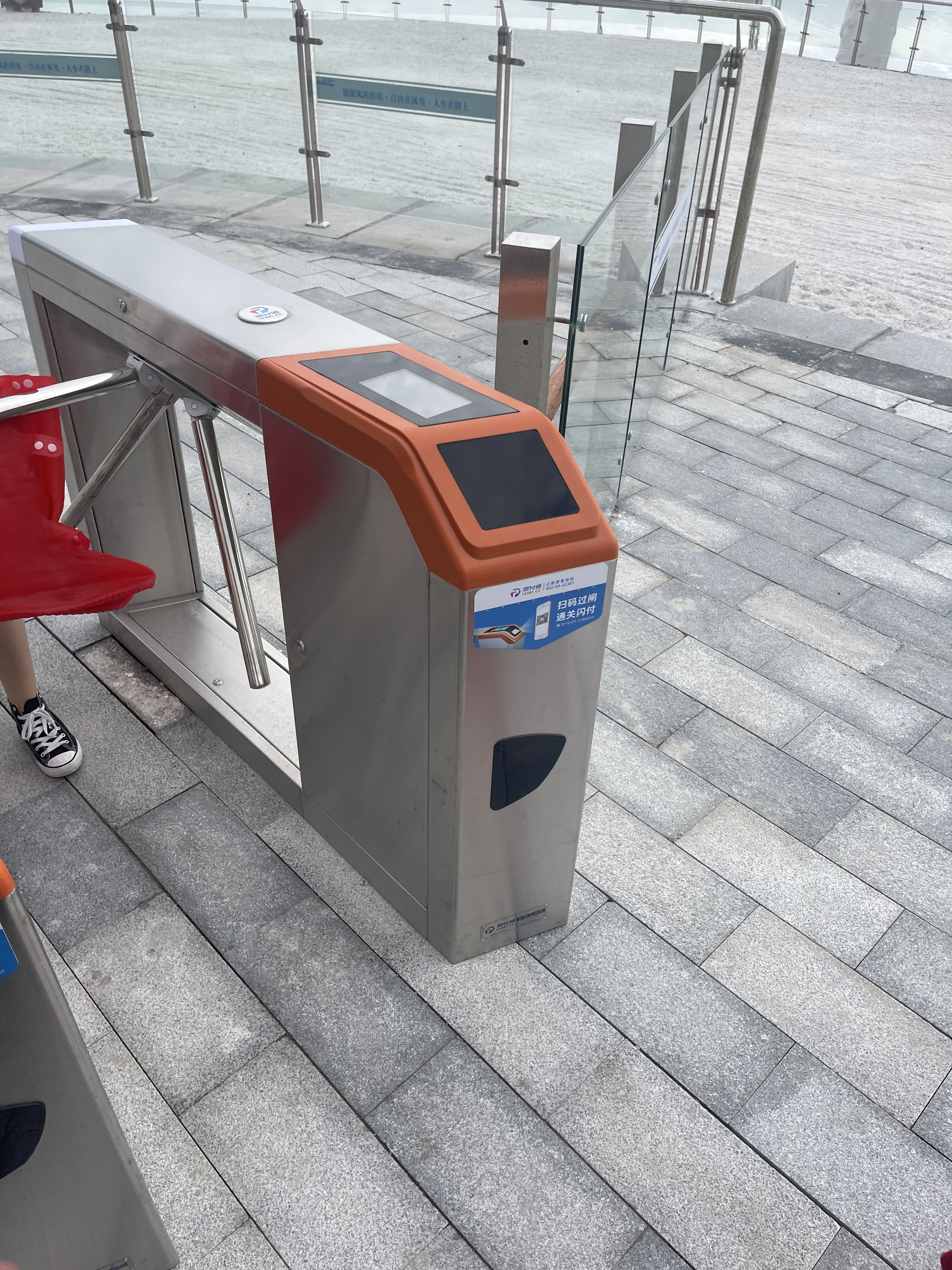
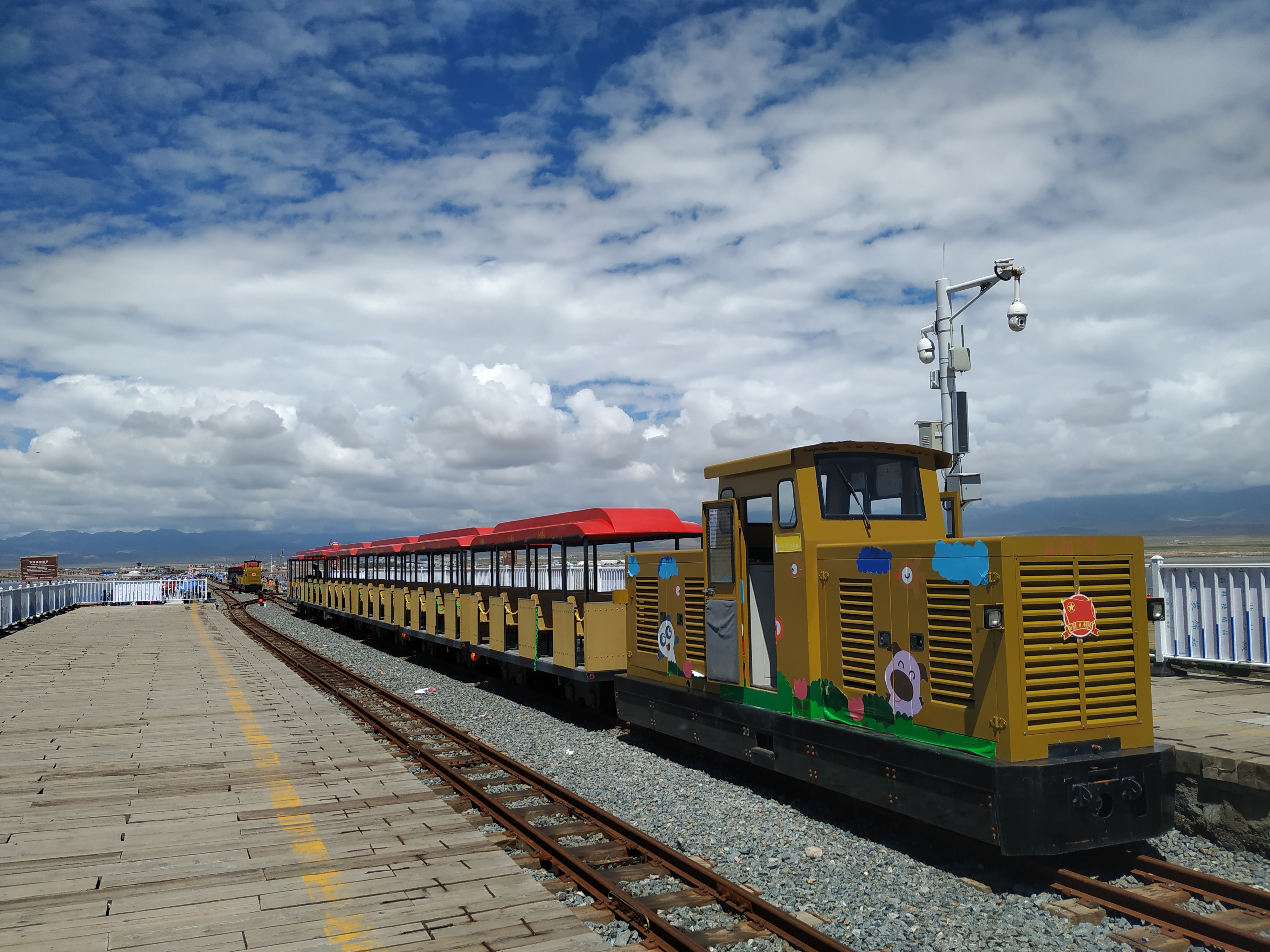
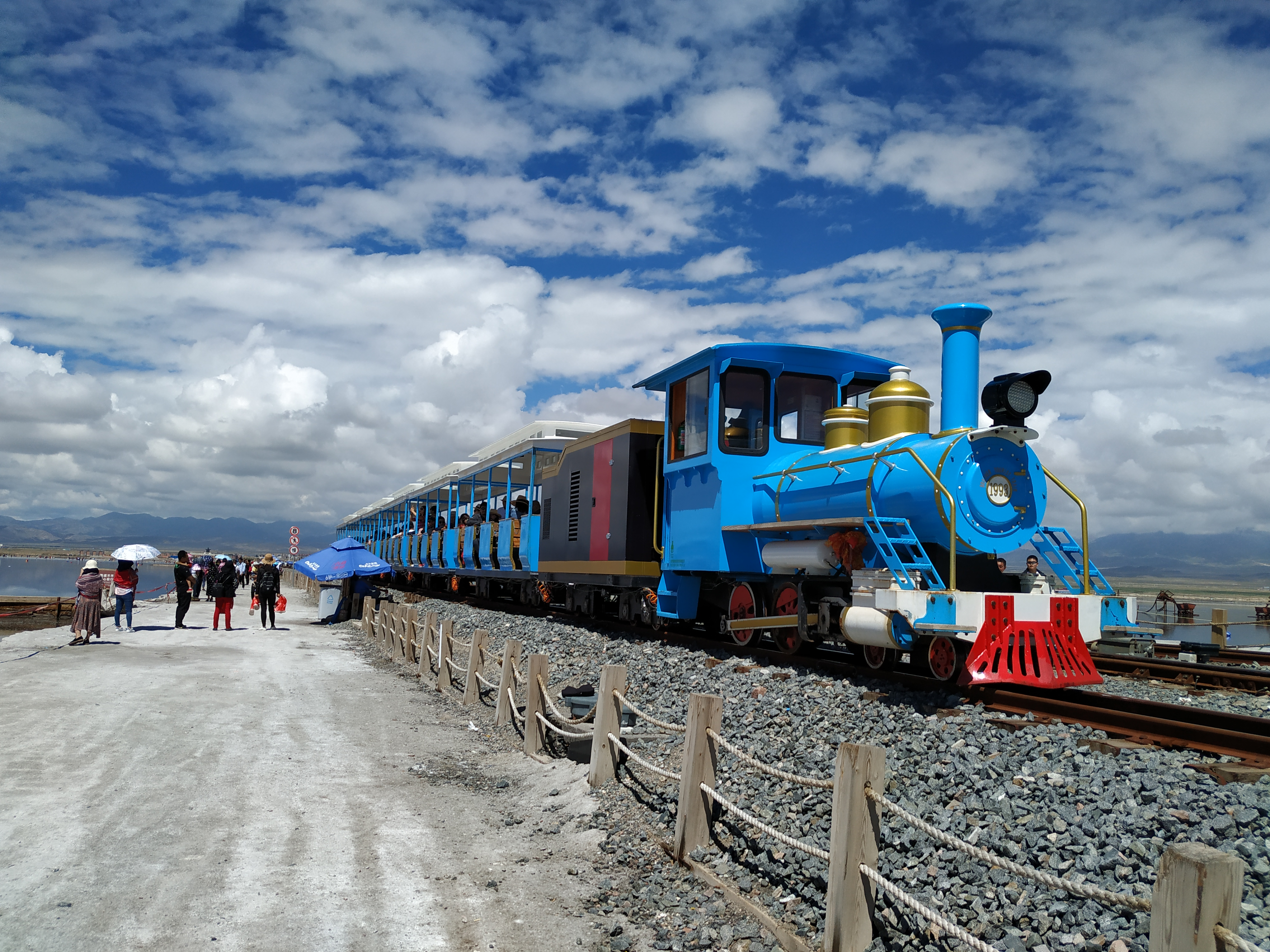
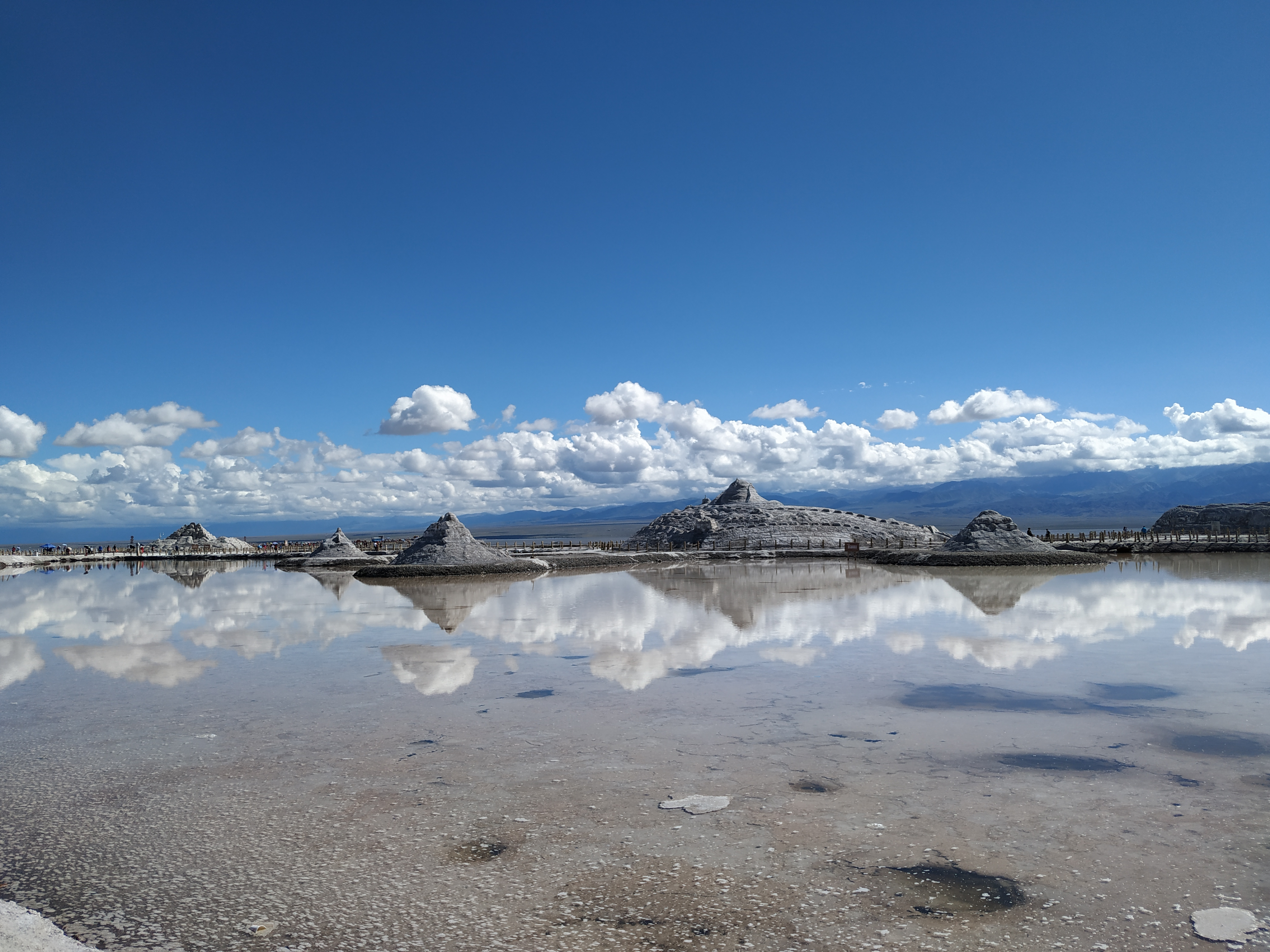
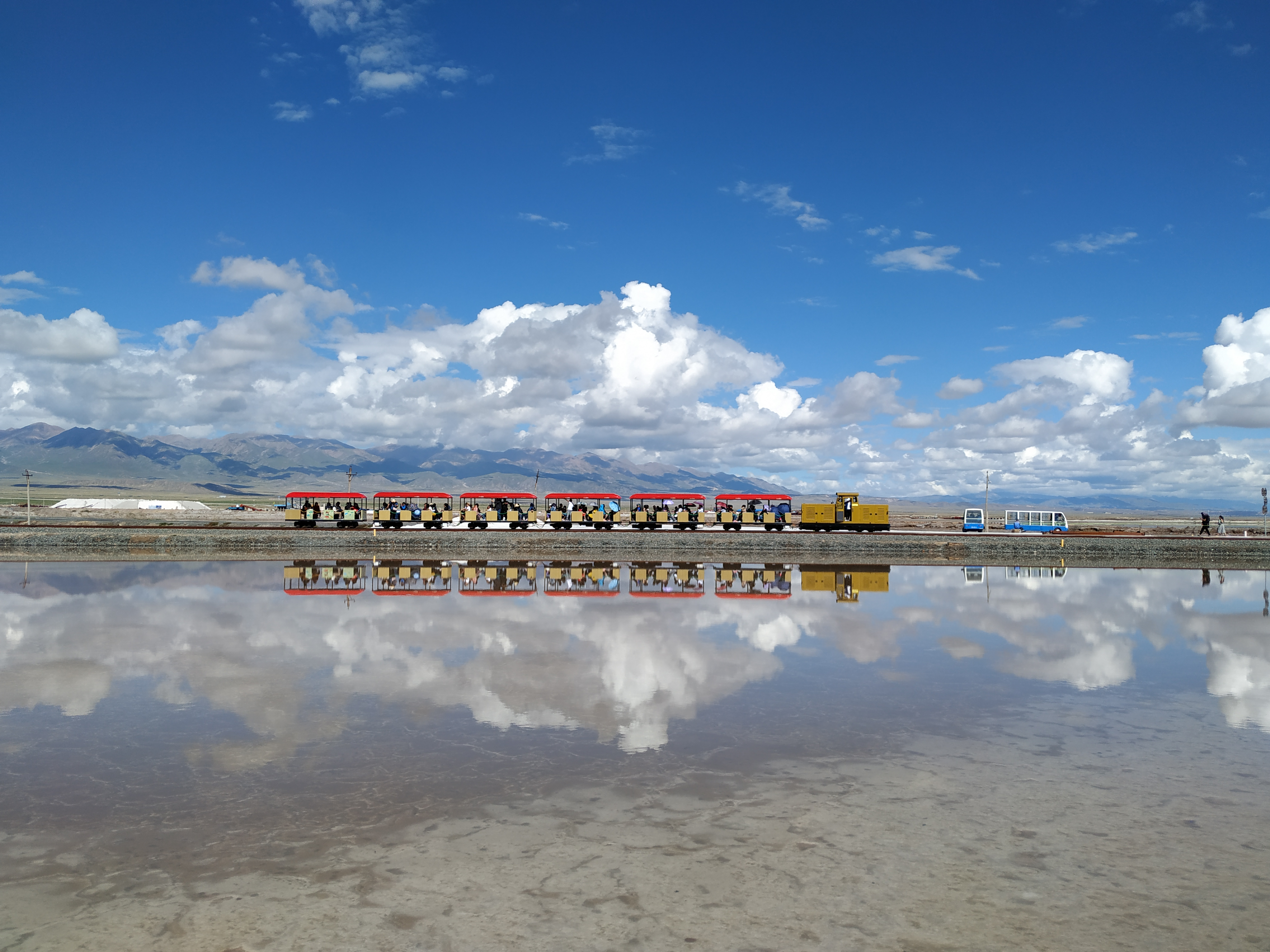
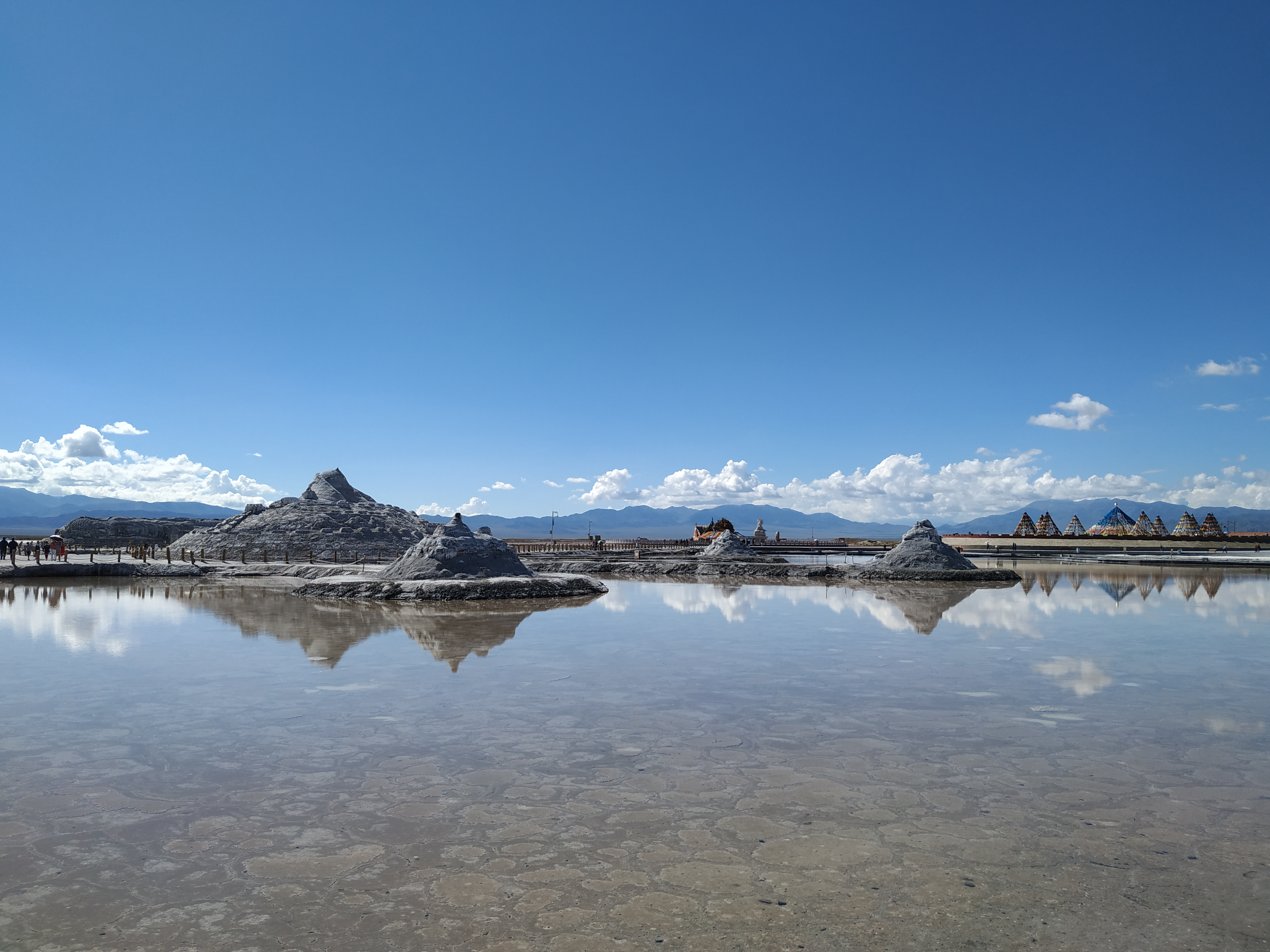